# 419反年金改革抗議
419反年金改革抗議是指2017年4月19日（含前一日晚上）部分反對蔡英文政府所推動之年金改革地退休或資深軍公教人士在中華民國立法院（國會）周邊的抗議。抗議群眾除了在立法院周邊示威之外，也與出入立法院的政府官員爆發衝突。
在中華民國現行的制度中，軍公教人員退休後並非支領國民年金，而是其雇主——中華民國政府給予的退休金，故此「反年金改革抗議」實是「反退休金改革抗議」。

## 背景
1970年代臺灣經濟起飛，當時軍隊、公務員、教師（三者並稱軍公教）支領的薪水較社會平均為低，低階人員生活較為清苦。中華民國政府為實現社會正義，乃給予軍公教人員優惠，包括優惠存款（所謂18%）、配給必需品等各項福利措施。但臺灣經濟達到高點之後並沒有持續上升、維持水平，至2000年代時，軍公教人員因30年前政府給予的優惠，其生活條件已經比部分民眾優渥。1980年代改革開放以降，各屆政府乃開始減少福利。
總統李登輝執政時，規定民國84年即西元1995年之後才成為公、教之人員不適用優惠存款（18%）政策，但1994年（含）之前已就職者不追討。2016年蔡英文當選總統後為落實其政見，成立專責委員會處理軍公教、勞工及一般國民的退休金（普通國民為「年金」）刪減事宜。2017年，蔡政府決定全面停發18%優惠存款，並考慮追回已發款項，並將之列入《公務人員退休撫卹法》等相關法案草案中。
2017年4月7日，年金改革相關法案在立法院院會通過一讀，交付委員會審查。朝野黨團也達成決議，司法法制委員會在19日展開審查年改相關法案，各黨團均不提出復議。國民黨、親民黨團則會在下周提出各自黨團版本，在委員會併案審查。
11日，監督年金改革行動聯盟召集人黃耀南宣布，年金改革法案已送進立法院，進入決戰期，因此監督聯盟決議於18、19日發起「夜宿圍城」動員，訂於18日下午2點在監察院門口集結，並現場遞送陳情信，之後將夜宿於立法院外。

## 過程

### 動員
4月18日21時許，聚集在立法院大門、青島東路及濟南路上三處的抗議民眾，突然轉移陣地，集體到台北車站抗議，並高呼「蔡英文下台」等口號。22時半，至立院周邊進行陳抗行動的反年改團體，分散於濟南路、中山南路、青島東路等處，人數分別有250、350、200人，總數約800人。
4月19日凌晨0點多，警方估計現場抗議民眾約616人左右，包含濟南路約166人、中山南路約250、青島東路約200人。到該天清晨，剩下100多人。

### 衝突
4月19日一早，留宿立院外的上百名抗議群眾，會合到立院的人共約五百名，分散立院周邊幾個主要出入口攔截立委，來回查看找「目標」。當立法委員、立委助理欲進入開會時，遭遇抗議年金改革群眾阻擋，民進黨立委莊瑞雄、王定宇、蔡易餘、葉宜津、林俊憲以及時代力量立委徐永明皆遭毆打、推擠及潑水，或肘擊、架頸。國民黨立委林為洲、柯志恩等人，遭群眾包圍拉扯。部分助理、員工與媒體繞了四十分鐘都不得其門而入，三立新聞的ＳＮＧ車擋風玻璃被砸。至少有三名監委乘車要進入監院，遭抗議群眾擋下，要求監委搖下車窗接受盤查，拍打引擎蓋說「車子裡沒立委才能進去」。立法院於同日進行前瞻基礎建設「城鄉建設」公聽會，多位出席公聽會的縣市首長、官員，如台北市長柯文哲、台北市副市長林欽榮、桃園市長鄭文燦、彰化縣長魏明谷等遭到包圍、追打。然而，年改進程與前瞻基礎建設公聽會，並未因此突發滋擾而中斷，反而加速推行。

### 結束
4月19日中午時，台北市區降雨，在立法院周邊抗議年金改革的群眾走避，抗議現場聚集的群眾數量銳減。早上抗議群眾約有5、6百人，但警方粗估下雨後，現場人數只剩下2百人不到。下午3時許，朝野黨團協商達成共識，下周召開兩場公聽會後，再審查。監督年金改革聯盟宣布，行動達成初步成果，宣布解散，但也強調未來將持續抗爭年改。

## 結果
4月19日下午，时任中华民国总统蔡英文親自在總統府舉行記者會，表示「絕對不能放任以暴力拖延改革的腳步；今早的脫序行為，警方一定會嚴辦。」她請街頭的朋友保持理性、冷靜；蔡英文說:「非理性的行為，不會得到社會認同，刻意製造衝突，無法阻擋我們改革的決心」。
4月19日晚上，彰化縣軍公教聯盟召集人吳萬固參加三立新聞台《新台灣加油》政論節目，在主持人廖筱君問為什麼要毆打首長、立法委員、威脅記者等。吳回答是政客跟民進黨談話造成的，廖問:所以就可以打人嗎？吳則回應是情緒性反應。吳萬固在其他來賓質疑他帶隊到桃園機場抗議的動機時，拒絕為打人道歉，承認其目的，「是在反整個政府」。

### 受害名單
| 受害者 | 職稱       | 受害情形                 |
| ------ | ---------- | ------------------------ |
| 柯文哲 | 台北市長   | 一下車就被毆打           |
| 鄭文燦 | 桃園市長   | 遭衝撞，導致兩根肋骨骨折 |
| SNG車  | 三立電視台 | 擋風玻璃被砸             |

### 責任追究
4月20~28日，北市警方公布28名毆打涉嫌人的蒐證照片，以及所涉及的滋擾案由，警方已辨識出其中23人身分、移送10人，將繼續約談其餘13名涉案者到案，但尚有5人待查明身分。涉毆打嫌疑人包括
| 涉案者姓名     | 職稱                     | 涉案情節                                     | 警方約談後處置             |
| -------------- | ------------------------ | -------------------------------------------- | -------------------------- |
| 李來希         | 公務人員協會理事長       | 涉嫌教唆群眾圍堵民代。                       | 依搧惑他人犯罪罪嫌函送法辦 |
| 黃耀南         | 監督年改行動聯盟召集人   | 涉嫌攻擊王定宇。                             | 依涉犯強制罪嫌送辦         |
| 王裕文         | 北市捷運工會理事         | 涉嫌對林俊憲肘擊。                           | 依涉犯強制罪嫌送辦         |
| 彭克英         | 監督年金改革行動聯盟成員 | 涉嫌衝撞徐永明、王定宇、鄭文燦、周弘憲。     | 依涉犯強制罪嫌送辦         |
| 蔣志豪         | 退役軍人                 | 涉嫌拿鐵鎚砸毀三立電視台ＳＮＧ車擋風玻璃。   | 依犯毀損罪嫌法辦           |
| 謝健虎         | 退役軍人                 | 涉嫌拉扯嗆聲李俊俋。                         | 依涉犯強制罪嫌送辦         |
| 陸保華         | 退役軍人                 | 推擠羅致政。                                 | 依涉犯強制罪嫌送辦         |
| 葉為國         | 退役軍人                 | 涉嫌攻擊王定宇。                             | 依涉犯強制罪嫌送辦         |
| 王氏（名不詳） | 退役軍人                 |                                              | 依涉犯強制罪嫌送辦         |
| 康永明         | 高中主任                 | 推擠徐永明。                                 |                            |
| 邱建中         |                          | 涉嫌圍堵推擠鄭文燦、推扯衝撞徐永明、王定宇。 |                            |
| 羅賢輝         |                          | 涉嫌拉扯圍堵羅致政。                         | 依涉犯強制罪嫌送辦         |
| 陳思齊         |                          | 涉嫌拉扯圍堵柯文哲                           | 依涉犯強制罪嫌送辦         |
| 左榮昌         |                          | 涉嫌拉扯圍堵林欽榮。                         |                            |
| 楊有恆         |                          | 涉嫌圍堵推擠蔡易餘。                         |                            |
| 黃應婕         |                          | 涉嫌拉扯邱志偉。                             | 依涉犯強制罪嫌送辦         |
| 劉長齡         |                          | 涉嫌推扯衝撞徐永明。                         | 依涉犯強制罪嫌送辦         |
| 黃睿璽         |                          | 涉嫌朝魏明谷勒頸。                           |                            |
| 吳純德         |                          | 涉嫌阻擋監察院公務車。                       |                            |